# Alaeddin Pasha (figlio di Osman I)
Alaeddin Erden Ali Pasha (Söğüt, 1281 circa – Bursa, giugno 1331) è stato un principe ottomano, figlio del sultano Osman I e fratellastro di Orhan I.

## Biografia
Alaeddin Erden Ali Pasha nacque intorno al 1281 a Söğüt, da Osman I, primo sovrano ottomano, e Rabia Bala Hatun, sua consorte e figlia del Qadi Edebali. Era, per età, vicinissimo al suo fratellastro Orhan, figlio della consorte Malhun Hatun e successore di Osman, tanto che gli storici non prendono posizione su chi dei due fosse il maggiore.
Orhan divenne il nuovo regnante ottomano nel 1326. A differenza di quanto sarebbe accaduto con le generazioni successive, che videro i figli del sultano opporsi l'uno all'altro in lotte intestine e guerre civili che portarono all'istituzione della Legge del Fraticidio, Orhan mantenne legami stabili e amichevoli con tutti i suoi fratellastri, in particolare con Alaeddin. A quest'ultimo mancava la natura guerriera di Osman, ma era portato per l'amministrazione e l'economia e divenne uno dei più stretti consiglieri di Orhan, tanto che per un periodo si credette che lui e il visir Alaeddin fossero la stessa persona.
I tre contributi più importanti di Alaeddin alla creazione del nuovo impero ottomano furono la riforma monetaria, che portò alla coniazione di nuove monete in argento; la creazione di un "costume ottomano" per la corte e l'esercito, che contribuì alla creazione dell'identità culturale ottomana; e la riforma dell'esercito, che venne diviso in divisioni e posto sotto una nuova e più efficace gerarchia di ufficiali, oltre a gettare le basi per la creazione di un'unità di fanteria stabile che sarebbe poi divenuta il corpo dei giannizzeri. Tutte e tre queste riforme furono portate a compimento entro il 1230.
Malgrado la sua influenza e il suo potere, Alaeddin era noto come una persona modesta e devota. Non chiese mai altro compenso a Orhan se non la concessione del villaggio di Fodrā e impiegò le sue rendite principalmente nella costruzione di moschee, fra cui l'Alaeddin Bey Cami di Bursa, completata nel 1335, che fu la prima a presentare un minareto.
Alaeddin morì nel 1331 e fu sepolto a Bursa, nel mausoleo di suo padre Osman.

## Discendenza
Alaeddin sposò una figlia di Balad Bey, da cui ebbe otto figli, cinque maschi e tre femmine, i cui discendenti sono tracciabili fino al XVI secolo:
- Kılıç Bey, che ebbe discendenza.
- Hizir Bey, che ebbe discendenza.
- Mehmed Bey, che ebbe un figlio e una figlia.
- Ibrahim Bey, che ebbe un figlio e una figlia.
- Şahi Çelebi, che ebbe una figlia.
- Taci Hatun.
- Ayşe Hatun.
- Paşa Hatun.